# Loisio Peni
Loisio Peni  is een Tuvaluaans voetballer die uitkomt voor Nauti FC.
Loisio deed in 2007 mee met het Tuvaluaans voetbalelftal op de Pacific Games 2007, waar hij twee wedstrijden speelde.